# جین هانی
جین هانی (به انگلیسی: Jeanne Haney) (زادهٔ ۲ سپتامبر ۱۹۵۸) شناگر اهل ایالات متحده آمریکا است.